# Freelander (Roman)
Freelander ist ein Roman von Miljenko Jergović aus dem Jahr 2007. Die erste deutsche Ausgabe erschien 2010.

## Inhalt

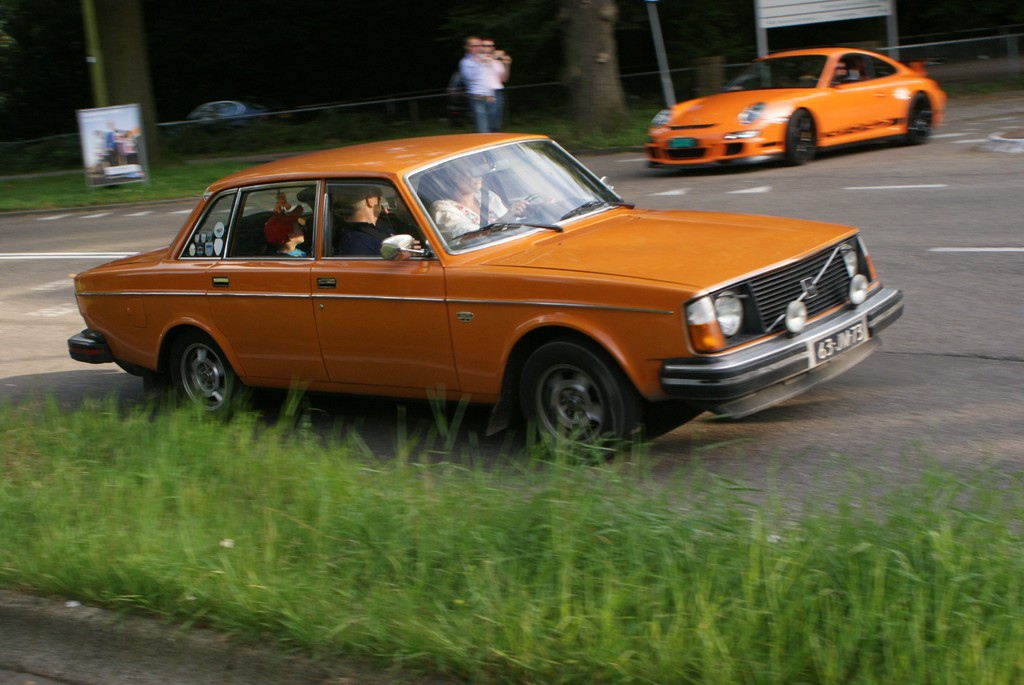
Ein Volvo 244, wie ihn Karlo Adum fährt

Protagonist ist der pensionierte Zagreber Geschichtslehrer Karlo Adum, der anlässlich der Testamentseröffnung seines Onkels Tadja mit seinem orangen 1975er Volvo 244 nach Sarajevo fahren muss. Karlo Adum fährt mit einem Revolver im Handschuhfach durch das vom Krieg gezeichnete Bosnien. Dabei erinnert er sich an die Vergangenheit. Als er in Sarajevo ankommt, erfährt er, dass das Losungswort für ein Schweizer Nummernkonto "Freelander" lautet, obwohl es das gleichnamige Auto 1986, im Jahr, in dem Tadja das Konto anlegen ließ, noch gar nicht gegeben hat.

## Kritik
„Der eigentliche Freelander ist nicht Onkel Tadjia, sondern der Volvofahrer Karlo. Aber dass Jergovic' Buch ein teils wehmütiger, teils wütender, großartiger Roman über den Verlust Jugoslawiens ist, hätte man auch ohne die seltsame Metapher verstanden.“

„Ein erstaunliches, bewegendes, ebenso liebevolles wie krasses Buch über sein Land (was immer das heißen mag) hat Miljenko Jergovic geschrieben, das neugierig macht auf die Bücher, die noch zu erwarten sind.“